# دنیس میخاک
دنیس میخاک (انگلیسی: Denis Myšák؛ زادهٔ ۳۰ نوامبر ۱۹۹۵) ورزشکار اهل اسلواکی است.
وی در مسابقات کشوری و بین‌المللی در مجموع برندهٔ ۲ مدال طلا، ۳ مدال نقره، ۲ مدال برنز شده‌است.